# Bruinsnedeviltkop
De bruinsnedeviltkop (Mallocybe fuscomarginata) is een paddenstoel uit de familie Inocybaceae. Hij vormt ectomycorrhiza met wilg (Salix) en andere loofbomen in struwelen en jonge bosjes op voedselrijk zand.

## Kenmerken

### Uiterlijke kenmerken
Hoed
Het is een kleine soort. De hoed heeft een diameter tot 30 mm (volgens Stangl). of 20 tot 60 mm (volgens Kibby ). De kleur is roodbruin, glad en iets vezelig. Hij heeft een kleine umbo.
Lamel
De lamellen hebben bij ouderdom een duidelijke donkere bruine gewimperde snede. Ze zijn 0,3 tot 0,4 cm breed. De lamellen zijn sinuate-adnate aan de steel gehecht.
Steel
De steel heeft een lengte van 20 tot 50 mm en een dikte van 3 tot 8 mm. Het heeft dezelfde kleur als de hoed en heeft een vage ringzone.
Geur
De geur is zurig tot aardig.

### Microscopische kenmerken
De sporen meten 10-12 × 5-7 μm (Veldgids zeereep), 9-13 × 5,5 μm (FAN), 9-12 (-13) × 5,5-7 μm (Stangl)  of 9,0-13,0 × 5,5-7,5 (Kibby). De cheilocystidia hebben dikke wand vaak met bruine inhoud met gespen. Het bruinwandige kenmerk gaat mogelijk ook op voor andere vezelkoppen, zo kan de gewone viltkop dit ook hebben. Ze meten 20-40 × 20-25 μm. Er zijn geen pleurocystidia aanwezig (net als alle soorten uit het genus). De basidia meten 35-43 × 8-10 μm en hebben overwegend vier sterigmata.

## Verspreiding
In Nederland komt de bruinsnede viltkop vrij zeldzaam voor.